# БелВыбор

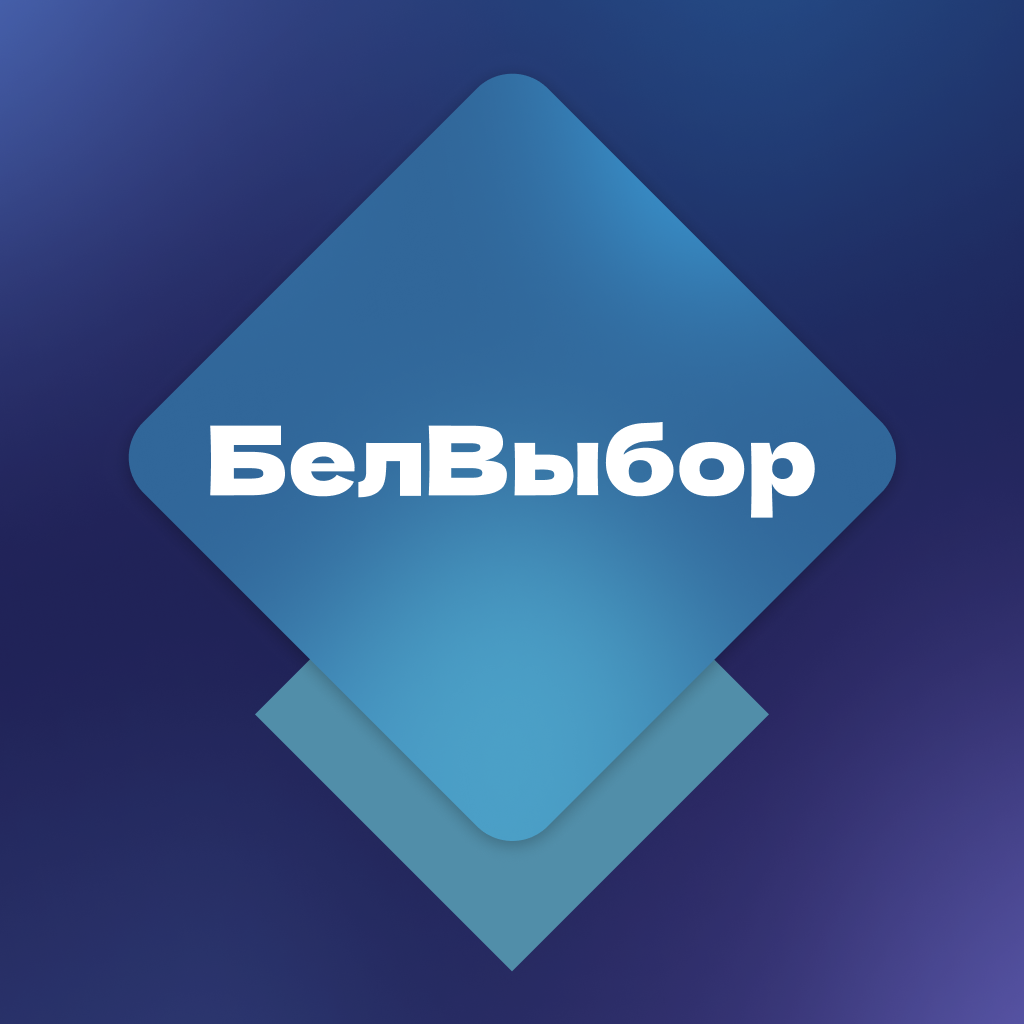
Логотип

"БелВыбор" - Профориентационная платформа с использованием искусственного интеллекта, мини-игр и персональных рекомендаций для школьников Белгородской области. Разработан в рамках губернаторского конкурса социально значимых проектов «Время 31-х» и признан одним из победителей третьего сезона конкурса в 2025 году.

## История создания
Проект БелВыбор был создан командой школьников в ходе третьего сезона конкурса социально значимых проектов «Время 31-х», который проходил в санатории "Бригантина Белогорье" в 2025 году. Идея проекта возникла в результате обсуждения командой проблем выбора будущей профессии среди молодёжи. Руководитель Ярослав Мартынов отметил, что толчком к созданию платформы послужил опыт друга, который столкнулся со сложностями при использовании существующих профориентационных сервисов
Идея нашего проекта возникла не случайно — это был результат длительного обсуждения внутри команды. В ходе одной из таких бесед я вспомнил историю друга, который рассказывал мне о трудностях выбора будущей профессии. Он отметил, что существующие профориентационные платформы кажутся ему сложными и непонятными. Ему хотелось бы иметь сервис, где буквально в несколько кликов можно узнать, какая профессия и какой вуз в Белгородской области ему подойдут, а также насколько выбранная специальность будет актуальна в будущем. Так родилась идея создания проекта «БелВыбор» – платформы для профориентации школьников Белгородской области, использующая искусственный интеллект и геймификацию.
Проект обещает быть реализованным к 1 сентября 2026 года.

## Описание проекта
Цель проекта - Разработать к  сентябрю 2026 года профориентационную платформу, доступную на любом устройстве для школьников 
1–11 классов Белгородской области, с применением искусственного интеллекта, мини-игр 
и персональных рекомендаций
Ключевые особенности:
- Использование искусственного интеллекта для анализа данных и формирования персональных рекомендаций
- Геймификация образовательного процесса (мини-игры и кейсы)
- Фокус на образовательные учреждения и предприятия Белгородской области

Целевая аудитория: школьники 1–11 классов Белгородской области, а также их учителя и родители

## Команда проекта
Мартынов Ярослав - руководитель
Петров Артём - дизайнер, SMM-менеджер
Мацнев Иван - редактор
Ефременко Илья - программист

## Награды и финансирование
Проект "БелВыбор" получил самые высокие оценки от жюри и экспертов, опередив соперников на 8,8823 баллов. Команда получила:
- Грант в размере 1 миллиона рублей на реализацию проекта
- Персональные образовательные гранты по 500 тысяч рублей для каждого участника команды